# Cucullitingis
Cucullitingis is een geslacht van wantsen uit de familie van de Tingidae (Netwantsen). Het geslacht werd voor het eerst wetenschappelijk beschreven door Du & Yao in 2018.

## Soorten
Het genus is monotypisch en bevat alleen de volgende soort:

- Cucullitingis biacantha Du & Yao, 2018